# Kerozin
Kerozin (kerozen, engl. kerosene ili kerosine, prema grč.: vosak) je bezbojni, zapaljivi ugljikovodik dobiven rafiniranjem petroleja koji se koristi kao gorivo u turbomlaznim i turboelisnim motorima.

## Općenito
Prvo mlazno gorivo bio je petrolej i korišten je za pogon zrakoplova s plinskom turbinom. Englezi su 1947. prvi izdali specifikaciju za takozvani avionski kerozin oznake RD 2482.

Američki odgovor bila je specifikacija za mlazno gorivo JP-1, po sastavu također petrolej. Dodavanjem benzina u ovo gorivo nastalo je mlazno gorivo JP-3 koje radi svoje isparljivosti nije zadovoljavalo na velikim visinama. Daljnjim istraživanjem formulirano je i standardizirano novo gorivo JP-4. Mlazni motori koji rade pod težim uvjetima (nadzvučne brzine, povišene temperature motora i zrakoplova...) zahtijevali su još kvalitetnije gorivo s nižom isparljivosti i većom termičkom stabilnosti pa su formulirana goriva JP-5 i JP-6.
Nekadašnje stare peći su se ložile na kerozin ili petrolej.

## Aviokerozini
To je gorivo namijenjeno samo mlaznim motorima, a ne motorima s unutarnjim izgaranjem, jer razvija ogromnu temperaturu. Zbog toga avioni na nebu ostavljaju vidljivi bijeli trag iz ispuha.
Aviokerozini su ugljikovodici sa specifičnom težinom između 0,800 do 0,820 pri 20 °C. Najvećim dijelom su laki parafini s točkom ledišta ispod −60 °C. Osnovni uvjeti koje moraju zadovoljavati su:
- postojanost pri niskim tlakovima (koji vladaju na 12.000 – 20.000 metara),
- pri izgaranju stvarati što veći potisak,
- ne smiju sadržavati sumpor radi korozije uređaja motora,
- da se lako pretaču iz rezervoara u rezervoar,
- da rad motora bude osiguran od požara,
- moraju zadovoljavati veliki raspon radnih temperatura.

Gorivu se dodaju razni aditivi, npr. radi sprječavanja pjenjenja prilikom nadopune goriva u zrakoplov ili nagle promjene visine leta dodavaju se razni inhibitori za pjenjenje. Pumpe visokog pritiska stvaraju statički elektricitet nastao trenjem slojeva goriva, što se sprječava uzemljenjem i dodavanjem sredstva za povećanje elektro-provodljivosti.
Kod nas se upotrebljava mlazno gorivo na bazi petroleja JET A-1.